# Imperial County
Imperial County er et amt beliggende i Imperial Valley, i det sydøstlige hjørne af den amerikanske delstat Californien, på grænsen til Arizona og Mexico. Hovedbyen i amtet er El Centro. I år 2010 havde amtet 174.528 indbyggere.

## Historie
Imperial County blev grundlagt 7. august 1907, med areal fra den østlige del af San Diego County. Amtet fik sit navn fra Imperial Valley. Imperial blev det sidste amt som blev etableret i Californien.

## Geografi
Ifølge United States Census Bureau er Imperials totale areal er 11.608 km² hvoraf de 789,9 km² er vand. 

### Grænsende amter
- Riverside County - nord
- Yuma County, Arizona - sydøst
- La Paz County, Arizona - nordøst
- San Diego County - vest
- grænser til Mexico i syd og sydvest

### Byer i Imperial

#### Over 5.000 indbyggere
- El Centro – 42.598
- Calexico – 38.572
- Brawley – 24.953
- Imperial – 14.758
- Calipatria – 7.705
- Holtville – 5.939

#### Over 1.000 indbyggere
- Heber – 4.275
- Salton City – 3.763
- Westmorland – 2.225
- Seeley – 1.739
- Desert Shores – 1.104
- Niland – 1.006

#### Under 1.000 indbyggere
- Salton Sea Beach – 422
- Winterhaven – 394
- Bombay Beach – 295
- Ocotillo – 266
- Palo Verde – 171
- Bard
- Glamis
- Plaster City